# 12秒
「12秒」（じゅうにびょう）は、日本の女性アイドルグループ・HKT48の楽曲。作詞は秋元康、作曲はLiniaが担当した。2015年4月22日にHKT48の5作目のシングルとしてユニバーサルミュージック（UNIVERSAL SIGMA）から発売された。楽曲のセンターポジションは兒玉遥と宮脇咲良の2人が務めた。

## 背景とリリース
2014年11月18日に福岡サンパレスで開催された「HKT48全国ツアー〜全国統一終わっとらんけん〜」において、5thシングルが発売されることが発表された。この時点では、2015年2月11日に発売される予定であったが、同年12月18日、総合プロデューサー兼作詞担当の秋元康が、755を通じ、「10年に一度の大風邪。絶不調。HKTは発売延期になりそうだ。すまん。」と発言、2015年1月23日、正式に「制作進行上の都合により」同年4月22日に延期されることが発表された。そして、2015年2月26日21時には公式サイトで突如2月27日の21時までカウントダウンが始まり、2月27日の21時にYouTube公式動画、および公式サイトにて選抜メンバーとタイトルが発表された。
表題曲のセンターは兒玉遥と宮脇咲良の2名で、兒玉は4thシングル「控えめI love you !」に続くセンター、宮脇はAKB48・38thシングル「希望的リフレイン」で渡辺麻友とダブルセンターを務めたことはあるものの、HKT48シングル表題曲としては初のセンターを務めることとなった。
初選抜メンバーはいないものの、村重杏奈が3rdシングル「桜、みんなで食べた」以来約1年ぶり、植木南央が1stシングル「スキ!スキ!スキップ!」以来約2年ぶりの選抜メンバー復帰となった。前作シングル「控えめI love you !」選抜メンバーとの比較では、同作で初選抜メンバーとなった山本茉央、栗原紗英の両名が当作では選抜メンバーから外れた。
歌詞は、自分のことを好きな女の子にファーストキスをせがまれる男の子の気持ちを歌った内容で、アグレシッブなギターサウンドが印象的な楽曲となっている。タイトルの「12秒」はキスの時間のことを意味し、同じく秋元康が作詞した渡辺麻友の楽曲「大人ジェリービーンズ」でもキスの時間が12秒だという旨の歌詞があり、指原莉乃は「秋元康12秒説」を唱える。曲のイントロでは矢吹奈子が自ら考案した、リズムに合わせて「よっ!」と叫ぶコールをするのが恒例となっている。
2015年3月22日に沖縄県・宜野湾海浜公園野外劇場で開催された『HKT48全国ツアー〜全国統一終わっとらんけん〜』で初披露された。歌番組での初披露は2015年4月20日放送の『MUSIC JAPAN』（NHK総合）であった。
TYPE-Aに収録される「微笑みポップコーン」は、3期生のみ9名で構成される新ユニット「ポップコーンチルドレン」による楽曲で、センターは荒巻美咲が務める。

## アートワーク
| Type-A | 多田愛佳、木本花音、兒玉遥、指原莉乃、田島芽瑠、朝長美桜、宮脇咲良、本村碧唯、森保まどか、矢吹奈子   |
| Type-B | 穴井千尋、神志那結衣、兒玉遥、指原莉乃、田中美久、朝長美桜、松岡菜摘、宮脇咲良、村重杏奈、矢吹奈子   |
| Type-C | 植木南央、神志那結衣、兒玉遥、指原莉乃、田島芽瑠、田中美久、松岡菜摘、宮脇咲良、本村碧唯、森保まどか |
| 劇場盤 | 兒玉遥、指原莉乃、宮脇咲良                                                                           |

## チャート成績
「12秒」のシングルCDは、2015年5月4日付のオリコン週間CDシングルランキングで初登場1位を獲得した。同チャートにおけるHKT48のシングルの1位獲得はデビューから5作連続となった。初動売上は約27万8000枚で、前作「控えめI love you !」の枚数をわずかに上回り、初動売上の自己最高記録を更新した。

## ミュージック・ビデオ
「12秒」のミュージック・ビデオは、「大人列車」のミュージック・ビデオや、AKB48のミュージック・ビデオを数多く手がけた高橋栄樹が監督を務め、ルイス・キャロルの名作『不思議の国のアリス』をモチーフとし、アリスの絵本の中の様な舞台の上で、8名のメンバーがアリスに扮し、白ウサギの穴に落ちて不思議の国に迷い込み、三月ウサギ、ネムリネズミ、帽子屋とティーパーティを開いたり、トランプの裁判にかけられたりという「不思議の国のアリス」の印象的なシーンが多く盛り込まれた。撮影現場では、監督が『不思議の国のアリス』の絵本を片手に、熱心に演技指導を行ったという。
振付は、1stシングル「スキ!スキ!スキップ!」の振付も担当した振付師・WARNERが担当。ギターサウンドに合わせ、アグレッシブにギターをかき鳴らすしぐさや、肩を大きく振った振りを取り入れ、曲の最後では、メンバー全員がカウントをしながら、キス顔を「12秒」披露している。

### 配役
1.DOWN THE RABBIT-HOLE（ウサギの穴に落ちて）
- アリス：矢吹奈子、田中美久

2.IN THE RABBIT-HOUSE（ウサギの部屋）
- アリス：兒玉遥、宮脇咲良、指原莉乃

3.A MAD TEA-PARTY（狂ったお茶会）
- アリス：田島芽瑠、朝長美桜
- 三日月ウサギ：森保まどか
- 帽子屋：神志那結衣
- ネムリネズミ：本村碧唯

4.ALICE'S EVIDENCE（アリスの証言）
- アリス：指原莉乃、松岡菜摘
- ハートの王：穴井千尋
- ハートの女王：多田愛佳
- トランプの兵士：木本花音、植木南央、村重杏奈

## メディアでの使用
12秒
- 熊本日日新聞社 熊本日日新聞 CMソング[22]
- ダイエー CMソング[23]
- あなぶきグループ Webドラマ『うどん先生』主題歌[24]

ハワイへ行こう
- 東京モノレール「やるじゃん!モノレール」 CMソング[25]

## シングル収録トラック

### Type-A
| #         | タイトル                                       | 作詞      | 作曲             | 編曲               | 時間  |
| --------- | ---------------------------------------------- | --------- | ---------------- | ------------------ | ----- |
| 1.        | 「12秒」                                       | 秋元康    | Linia            | 野中“まさ”雄一     | 3:46  |
| 2.        | 「ロックだよ、人生は…」                        | 秋元康    | 鈴木秋則         | 田口智則、稲留春雄 | 4:04  |
| 3.        | 「微笑みポップコーン」(ポップコーンチルドレン) | 秋元康    | モチヅキヤスノリ | 佐々木裕           | 3:30  |
| 4.        | 「12秒（Instrumental）」                       |           | Linia            | 野中“まさ”雄一     | 3:46  |
| 5.        | 「ロックだよ、人生は…（Instrumental）」        |           | 鈴木秋則         | 田口智則、稲留春雄 | 4:04  |
| 6.        | 「微笑みポップコーン（Instrumental）」         |           | モチヅキヤスノリ | 佐々木裕           | 3:30  |
| 合計時間: | 合計時間:                                      | 合計時間: | 合計時間:        | 合計時間:          | 22:43 |

| #  | タイトル                               | 作詞 | 作曲・編曲 | 監督     | 時間 |
| -- | -------------------------------------- | ---- | ---------- | -------- | ---- |
| 1. | 「12秒（Music Video）」                |      |            | 高橋栄樹 | 4:03 |
| 2. | 「ロックだよ、人生は…（Music Video）」 |      |            | 中村太洸 |      |
| 3. | 「微笑みポップコーン（Music Video）」  |      |            | 土屋隆俊 |      |
| 4. | 「特典映像「HKT's KITCHEN」TYPE-A」    |      |            |          |      |

### Type-B
| #         | タイトル                                | 作詞      | 作曲           | 編曲               | 時間  |
| --------- | --------------------------------------- | --------- | -------------- | ------------------ | ----- |
| 1.        | 「12秒」                                | 秋元康    | Linia          | 野中“まさ”雄一     | 3:46  |
| 2.        | 「ロックだよ、人生は…」                 | 秋元康    | 鈴木秋則       | 田口智則、稲留春雄 | 4:04  |
| 3.        | 「カメレオン女子高生」(Team H)          | 秋元康    | フジノタカフミ | 野中“まさ”雄一     | 3:22  |
| 4.        | 「12秒（Instrumental）」                |           | Linia          | 野中“まさ”雄一     | 3:46  |
| 5.        | 「ロックだよ、人生は…（Instrumental）」 |           | 鈴木秋則       | 田口智則、稲留春雄 | 4:04  |
| 6.        | 「カメレオン女子高生（Instrumental）」  |           | フジノタカフミ | 野中“まさ”雄一     | 3:21  |
| 合計時間: | 合計時間:                               | 合計時間: | 合計時間:      | 合計時間:          | 22:27 |

| #  | タイトル                              | 作詞 | 作曲・編曲 | 監督         | 時間 |
| -- | ------------------------------------- | ---- | ---------- | ------------ | ---- |
| 1. | 「12秒（Music Video）」               |      |            | 高橋栄樹     | 4:03 |
| 2. | 「カメレオン女子高生（Music Video）」 |      |            | 川村ケンスケ |      |
| 3. | 「特典映像「HKT's KITCHEN」TYPE-B」   |      |            |              |      |

### Type-C
| #         | タイトル                                | 作詞      | 作曲      | 編曲               | 時間  |
| --------- | --------------------------------------- | --------- | --------- | ------------------ | ----- |
| 1.        | 「12秒」                                | 秋元康    | Linia     | 野中“まさ”雄一     | 3:46  |
| 2.        | 「ロックだよ、人生は…」                 | 秋元康    | 鈴木秋則  | 田口智則、稲留春雄 | 4:04  |
| 3.        | 「ハワイへ行こう」(Team KIV)            | 秋元康    | 市川裕一  | 市川裕一           | 4:32  |
| 4.        | 「12秒（Instrumental）」                |           | Linia     | 野中“まさ”雄一     | 3:46  |
| 5.        | 「ロックだよ、人生は…（Instrumental）」 |           | 鈴木秋則  | 田口智則、稲留春雄 | 4:04  |
| 6.        | 「ハワイへ行こう（Instrumental）」      |           | 市川裕一  | 市川裕一           | 4:31  |
| 合計時間: | 合計時間:                               | 合計時間: | 合計時間: | 合計時間:          | 24:46 |

| #  | タイトル                            | 作詞 | 作曲・編曲 | 監督     | 時間 |
| -- | ----------------------------------- | ---- | ---------- | -------- | ---- |
| 1. | 「12秒（Music Video）」             |      |            | 高橋栄樹 | 4:03 |
| 2. | 「ハワイへ行こう（Music Video）」   |      |            | 新宮良平 |      |
| 3. | 「特典映像「HKT's KITCHEN」TYPE-C」 |      |            |          |      |

### 劇場盤
| #         | タイトル                                 | 作詞      | 作曲      | 編曲               | 時間  |
| --------- | ---------------------------------------- | --------- | --------- | ------------------ | ----- |
| 1.        | 「12秒」                                 | 秋元康    | Linia     | 野中“まさ”雄一     | 3:46  |
| 2.        | 「ロックだよ、人生は…」                  | 秋元康    | 鈴木秋則  | 田口智則、稲留春雄 | 4:04  |
| 3.        | 「抱いてツインテール」(ブルーベリーパイ) | 秋元康    | 立花瞳    | 佐々木裕           | 4:48  |
| 4.        | 「12秒（Instrumental）」                 |           | Linia     | 野中“まさ”雄一     | 3:46  |
| 5.        | 「ロックだよ、人生は…（Instrumental）」  |           | 鈴木秋則  | 田口智則、稲留春雄 | 4:04  |
| 6.        | 「抱いてツインテール（Instrumental）」   |           | 立花瞳    | 佐々木裕           | 4:47  |
| 合計時間: | 合計時間:                                | 合計時間: | 合計時間: | 合計時間:          | 25:15 |

## 選抜メンバー
- 穴井千尋
- 植木南央
- 多田愛佳
- 木本花音
- 神志那結衣
- 兒玉遥
- 指原莉乃
- 田島芽瑠
- 田中美久
- 朝長美桜
- 松岡菜摘
- 宮脇咲良
- 村重杏奈
- 本村碧唯
- 森保まどか
- 矢吹奈子